# Bundesstraße 196

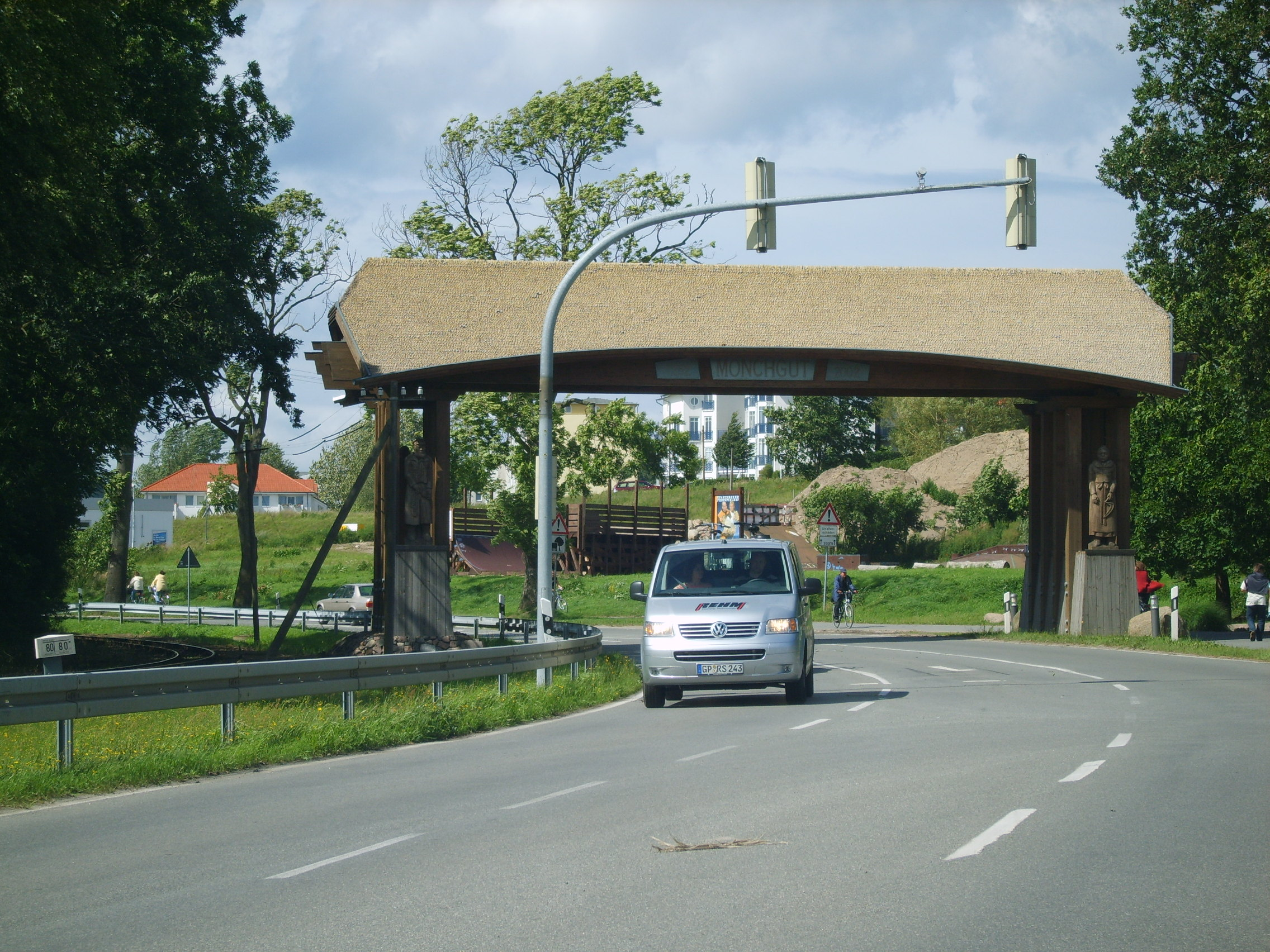
Bundesstraße 196 beim Mönchguttor (Querung des Mönchgrabens)

Die Bundesstraße 196 (Abkürzung: B 196) ist eine Bundesstraße in Mecklenburg-Vorpommern, beginnend in der Nähe von Bergen auf Rügen an der B 96 und endend in Göhren. Die B 196 hat eine Gesamtlänge von 27 Kilometern.
Nach acht Kilometern zweigte bis Ende der 1990er-Jahre im Ort Karow die rund sechs Kilometer lange Bundesstraße 196a ab, die nordostwärts bis zum Ort Prora führte. Diese wurde aber mittlerweile zur Landesstraße 293 zurückgestuft. Die Straße ist im Zusammenhang mit der Errichtung des KdF-Bades in Prora angelegt worden.